# Fulton County (New York)
Fulton County ist ein County im Bundesstaat New York der Vereinigten Staaten. Bei der Volkszählung im Jahr 2020 hatte Fulton County 53.324 Einwohner und eine Bevölkerungsdichte von 41,6 Einwohnern pro Quadratkilometer. Der Verwaltungssitz (County Seat) ist Johnstown.

## Geographie
Das County hat eine Fläche von 1.379,5 Quadratkilometern, wovon 96,9 Quadratkilometer Wasserfläche sind. Das Gebiet liegt nördlich des Mohawk River in den Adirondack Mountains und ist als eiszeitliche Grundmoränenlandschaft ausgeprägt. Die Landschaft ist dementsprechend hügelig und mit vielen Teichen und Seen durchzogen. Im Norden des Countys finden sich die höchsten Erhebungen.
Größter See ist der Great Sacandaga Lake, von dem aber nur der westliche Teil des Sees mit Mayfield und Broadalbin an seinen Ufern auf dem Gebiet des Countys liegt. Weitere wichtige Seen sind der Peck Lake, Caroga Lake mit seiner Erweiterung East Caroga Lake sowie der Vandenburgh Pond bei Bleeker.
Höchster Berg ist Shaker Mountain mit 541 m (1775 feet) im Nordosten des Countys, auf der Grenze zu Hamilton County. Er ist Teil der Adirondack Mountains und des Adirondack Park, einem Naturschutzgebiet, das insbesondere für Camping, Angeln und Skifahren genutzt wird. Er bildet zudem mit seiner weiten Umgebung den Shaker Mountain Wild Forest, einem Naturreservat innerhalb des Parks.

### Umliegende Gebiete
| Herkimer County | Hamilton County   | Saratoga County    |
| Herkimer County |                   | Saratoga County    |
| Herkimer County | Montgomery County | Schenectady County |

## Geschichte
Das Gebiet des heutigen Fulton County wurde ab etwa 1700 von Süden her besiedelt; hier war durch das Tal des Mohawk River ein schiffbarer Zugang zu den Ländern im Nordosten der britischen Kolonie gegeben, der zur Besiedelung genutzt wurde. Umfangreiche Landverkäufe, sowohl an Gruppen als auch an Einzelpersonen, sind zwischen 1753 und 1774 verzeichnet; wichtigste Verkäufe sind das Kingsborough Patent vom 23. Juni 1753 mit 20.000 Acre (ca. 8000 Hektar), Lott’s Patent 16. September 1761 (ebenfalls 20.000 Acre), das Jerseyfield Patent vom 12. April 1770 mit 94.000 Acre (ca. 37.600 Hektar) und das Van Rensselaer Patent vom 4. Oktober 1774 mit 28.964 Acre (ca. 11.600 Hektar). Diese Ländereien liegen heute zum Teil grenzüberschreitend in mehreren Countys, weil die später erfolgten Grenzziehungen keine Rücksicht auf sie nahmen. 
Durch den Zuwachs an Bewohnern wurde auch eine staatliche Verwaltung notwendig. Die Fläche des heutigen Fulton County war ab 1772 Teil des Tryon County, das 1784 in Montgomery County umbenannt wurde. Nun wurde es in mehreren Schritten in selbstständige Einheiten unterteilt; Fulton County wurde als letzte Abtrennung am 18. April 1838 selbständig. Da die Industriezentren der Umgebung in erster Linie im Tal des Mohawk entstanden waren, wurde Fulton County nicht weiter industrialisiert; lediglich bereits bestehende Zentren der Handschuh-Herstellung im entsprechend benannten Gloversville und in Johnstown entwickelten sich weiter, begünstigt durch den Bau von Bahnlinien im Mohawk-Tal und in der Umgebung, die bis nach New York führten.
Im amerikanischen Bürgerkrieg stellte das County Teile von mehreren Infanterieregimentern und eines Kavallerie-Regimentes, wurde aber nicht selbst zum Schauplatz von Kämpfen. Die Lederindustrie konnte sich daher ungehindert entwickeln. Zwischen 1890 und 1950 war das County Zentrum der Handschuhindustrie. Es ist nach dem Erfinder Robert Fulton benannt.
Seit den 1950er Jahren, gleichzeitig mit dem allmählichen Niedergang der örtlichen Industrie, verlagerte sich das wirtschaftliche Schwergewicht des Countys auf den Tourismus. Ziel sind in erster Linie die Seen sowie die Jagd- und Wandergebiete der nördlichen waldreichen Gebiete.

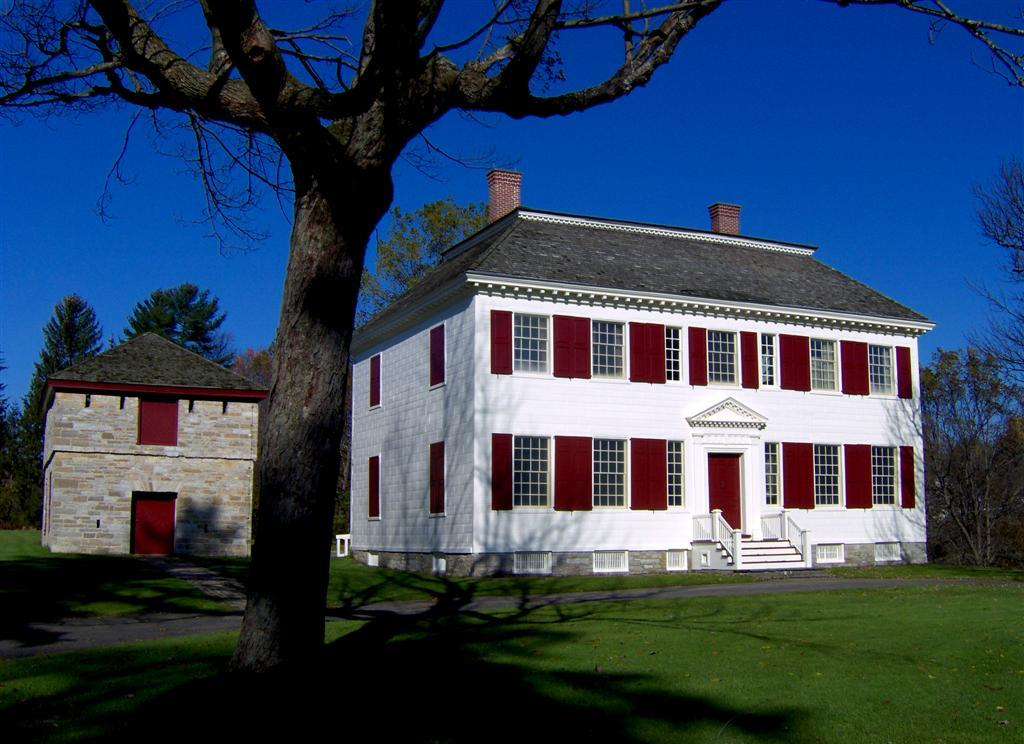
Johnson Hall (2006)

Ein Ort hat den Status einer National Historic Landmark, die Johnson Hall. 26 Bauwerke und Stätten des Countys sind insgesamt im National Register of Historic Places eingetragen (Stand 18. Februar 2018).

### Einwohnerentwicklung
| Jahr      | 1800   | 1810   | 1820   | 1830   | 1840   | 1850   | 1860   | 1870   | 1880   | 1890   |
| --------- | ------ | ------ | ------ | ------ | ------ | ------ | ------ | ------ | ------ | ------ |
| Einwohner | –      | –      | –      | –      | 18.049 | 20.171 | 24.162 | 27.064 | 30.985 | 37.650 |
| Jahr      | 1900   | 1910   | 1920   | 1930   | 1940   | 1950   | 1960   | 1970   | 1980   | 1990   |
| Einwohner | 42.842 | 44.534 | 44.927 | 46.560 | 48.597 | 51.021 | 51.304 | 52.637 | 55.153 | 54.191 |
| Jahr      | 2000   | 2010   | 2020   | 2030   | 2040   | 2050   | 2060   | 2070   | 2080   | 2090   |
| Einwohner | 55.073 | 55.531 | 53.324 |        |        |        |        |        |        |        |

## Städte und Ortschaften
Zusätzlich zu den unten angeführten selbständigen Gemeinden gibt es im Fulton County mehrere villages.
| Ortschaft    | Status | Einwohner (2010)! Gesamte Fläche [km²] | Landfläche [km²] | Bevölkerungsdichte [Einwohner / km²] | Gründung | Besonderheit  |                                                     |
| ------------ | ------ | -------------------------------------- | ---------------- | ------------------------------------ | -------- | ------------- | --------------------------------------------------- |
| Bleeker      | town   | 533                                    | 153,881          | 147,895                              | 3,6      | 4. Apr. 1831  |                                                     |
| Broadalbin   | town   | 5.260                                  | 102,988          | 82,124                               | 64,0     | 12. März 1793 |                                                     |
| Caroga       | town   | 1.205                                  | 140,519          | 131,067                              | 9,2      | 11. Apr. 1842 |                                                     |
| Ephratah     | town   | 1.682                                  | 102,124          | 101,406                              | 16,6     | 27. März 1827 |                                                     |
| Gloversville | city   | 15.665                                 | 13,328           | 13,304                               | 1.177,5  | 19. Apr. 1890 | Im April 1853 als Village gegründet                 |
| Johnstown    | city   | 8.743                                  | 12,642           | 12,621                               | 692,7    | 1895          | County Seat; am 1. April 1808 als Village gegründet |
| Johnstown    | town   | 7.098                                  | 184,577          | 181,776                              | 39,0     | 12. März 1783 |                                                     |
| Mayfield     | town   | 6.495                                  | 167,459          | 151,152                              | 43,0     | 12. März 1792 |                                                     |
| Northampton  | town   | 2.670                                  | 89,909           | 54,667                               | 48,8     | 1. Feb. 1799  |                                                     |
| Oppenheim    | town   | 1.924                                  | 146,116          | 145,324                              | 13,2     | 18. März 1808 |                                                     |
| Perth        | town   | 3.646                                  | 67,596           | 67,526                               | 54,0     | 18. Apr. 1838 |                                                     |
| Stratford    | town   | 610                                    | 198,492          | 193,845                              | 3,1      | 10. Apr. 1805 |                                                     |